# (9340) Williamholden
(9340) Williamholden es un asteroide perteneciente al cinturón de asteroides, región del sistema solar que se encuentra entre las órbitas de Marte y Júpiter, descubierto el 6 de junio de 1991 por Eric Walter Elst desde el Observatorio de La Silla, Chile.

## Designación y nombre
Designado provisionalmente como 1991 LW1. Fue llamado así por William Holden (1918-1981) quien fue un actor de cine admirado por su trabajo en Picnic (1955), con Kim Novak, y en El puente sobre el río Kwai, con David Niven. También es el iniciador de la fundación William Holden Wildlife Foundation en Kenia.

## Características orbitales
Williamholden está situado a una distancia media del Sol de 3,195 ua, pudiendo alejarse hasta 3,683 ua y acercarse hasta 2,706 ua. Su excentricidad es 0,153 y la inclinación orbital 2,267 grados. Emplea 2085,60 días en completar una órbita alrededor del Sol.
Los próximos acercamientos a la órbita de Júpiter ocurrirán el 22 de marzo de 2121, el 14 de junio de 2132 y el 9 de octubre de 2143.
Pertenece a la familia de asteroides de (24) Themis.

## Características físicas
La magnitud absoluta de Williamholden es 13,25. Tiene 15,331 km de diámetro y su albedo se estima en 0,047. 